# Sarphatipark 35-37
Het gebouw Sarphatipark 35-37 bestaat uit een dubbel herenhuis aan het Sarphatipark (zowel park als straat) in De Pijp te Amsterdam-Zuid. 
De woonhuizen zijn gebouwd in de eclectische bouwstijl en zijn gespiegeld ten opzichte van elkaar. Opvallend is dat de balkons van de twee gebouwen daarbij verschillend zijn uitgevoerd. De bouwtekening liet overigens een afrastering van steen zien, terwijl de werkelijke bouw bestaat uit eenvoudig uitgevoerd (nr 35) of versierd uitgevoerd metaalwerk (nr. 37). Diezelfde bouwtekening vermeldt nog dat het de bedoeling was de panden neer te zetten aan de Jan Steenstraat aan het Sarphatipark. Die straatnaam werd later ingewisseld voor (alleen) Sarphatipark. Om in 1889 een etage te kunnen huren, moest men 300 gulden per maand op tafel leggen.
A.C. Schoot was naast architect waarschijnlijk ook de makelaar. Hij was destijds woonachtig aan de Govert Flinckstraat 354 en verhuurde het door hem mede ontworpen gebouw Van Woustraat 12, Hemonykade. Er zijn meerdere gebouwen bekend in De Pijp of andere Amsterdamse wijken, die door hem en M. Schoot ontworpen zijn.

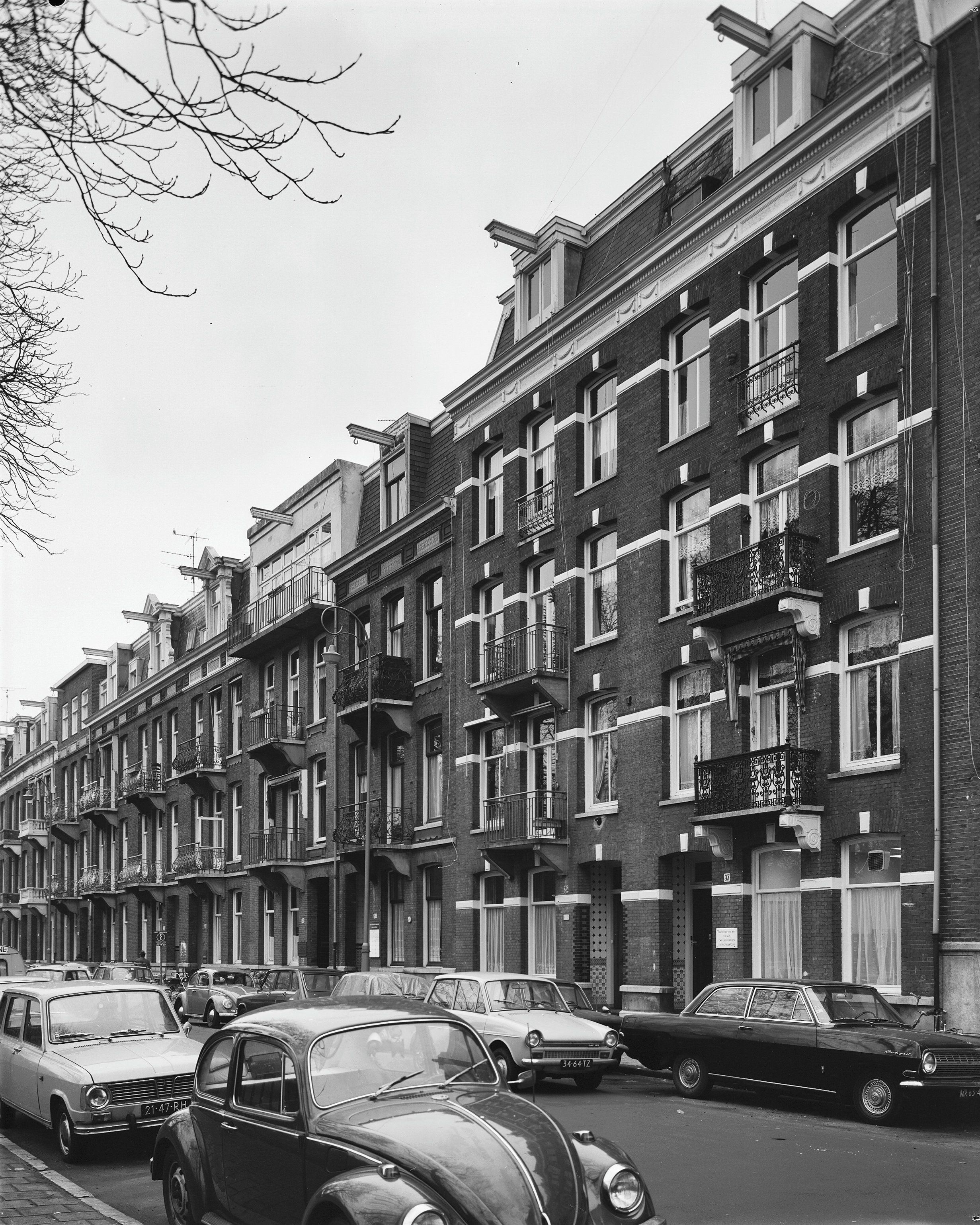
Sarphatipark 35-37, rechts op de foto
links complex Sarphatipark 23-33 (jaren 70)